# Xã Watervliet, Michigan
Xã Watervliet (tiếng Anh: Watervliet Township) là một xã thuộc quận Berrien, tiểu bang Michigan, Hoa Kỳ. Năm 2010, dân số của xã này là 3.102 người.